# Frolois
Frolois ist eine französische Gemeinde mit 713 Einwohnern (Stand: 1. Januar 2022) im Département Meurthe-et-Moselle in der Region Grand Est (vor 2016 Lothringen). Sie gehört zum Arrondissement Nancy und zum Kanton Neuves-Maisons.

## Geografie
Frolois im Norden der Landschaft Saintois liegt am unteren Madon, etwa 16 Kilometer südlich von Nancy.
Umgeben wird Frolois von den Nachbargemeinden Méréville im Norden und Nordosten, Pulligny im Osten und Südosten, Pierreville im Süden und Südwesten, Xeuilley im Südwesten und Westen sowie Bainville-sur-Madon im Nordwesten.

## Bevölkerungsentwicklung
| Jahr                       | 1962 | 1968 | 1975 | 1982 | 1990 | 1999 | 2006 | 2019 |
| Einwohner                  | 473  | 455  | 506  | 502  | 464  | 560  | 659  | 700  |
| Quellen: Cassini und INSEE |      |      |      |      |      |      |      |      |

## Sehenswürdigkeiten
- Kirche Saint-Martin aus dem 15./16. Jahrhundert

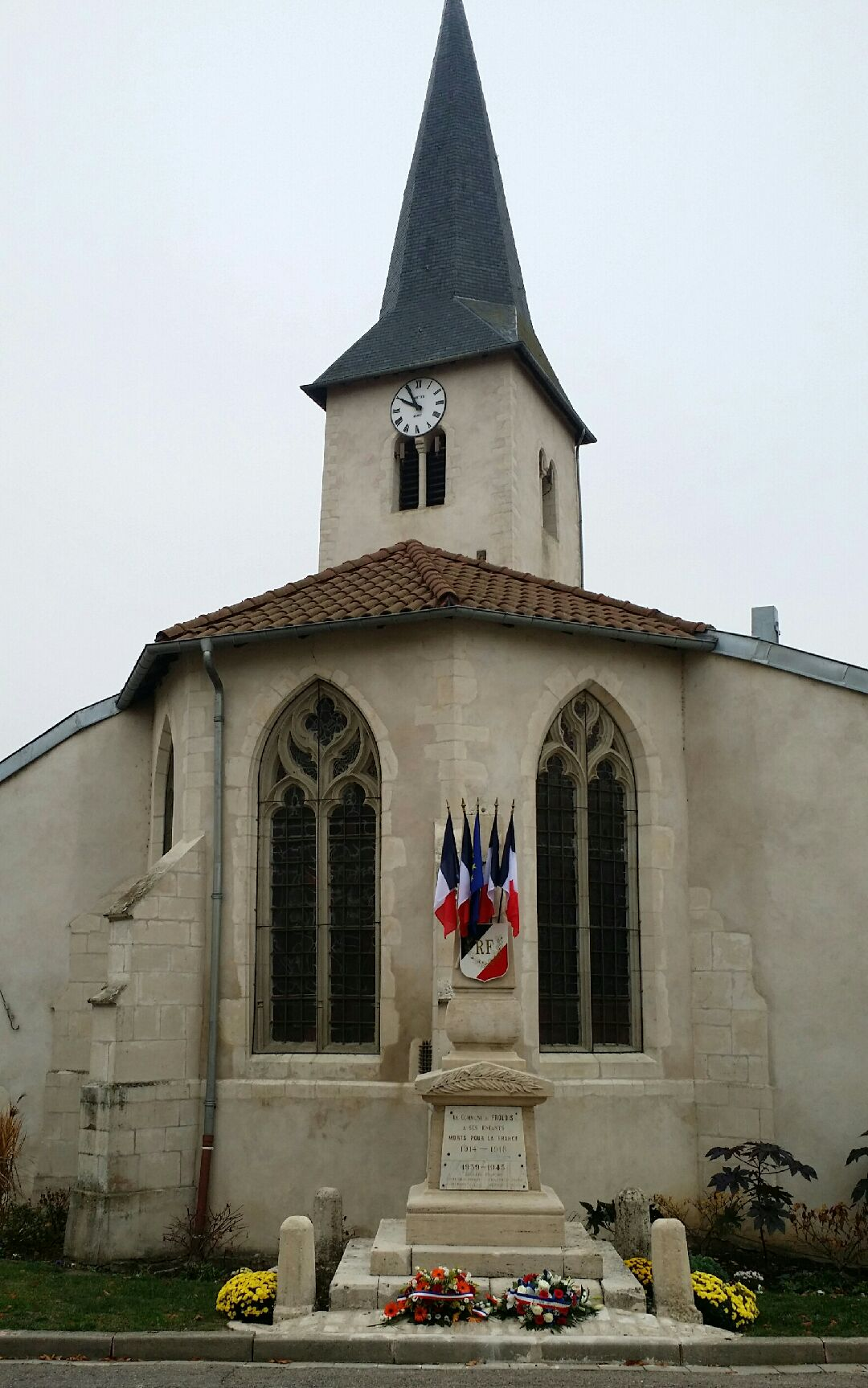
Kirche Saint-Martin

- Burgruine